# Osornillo

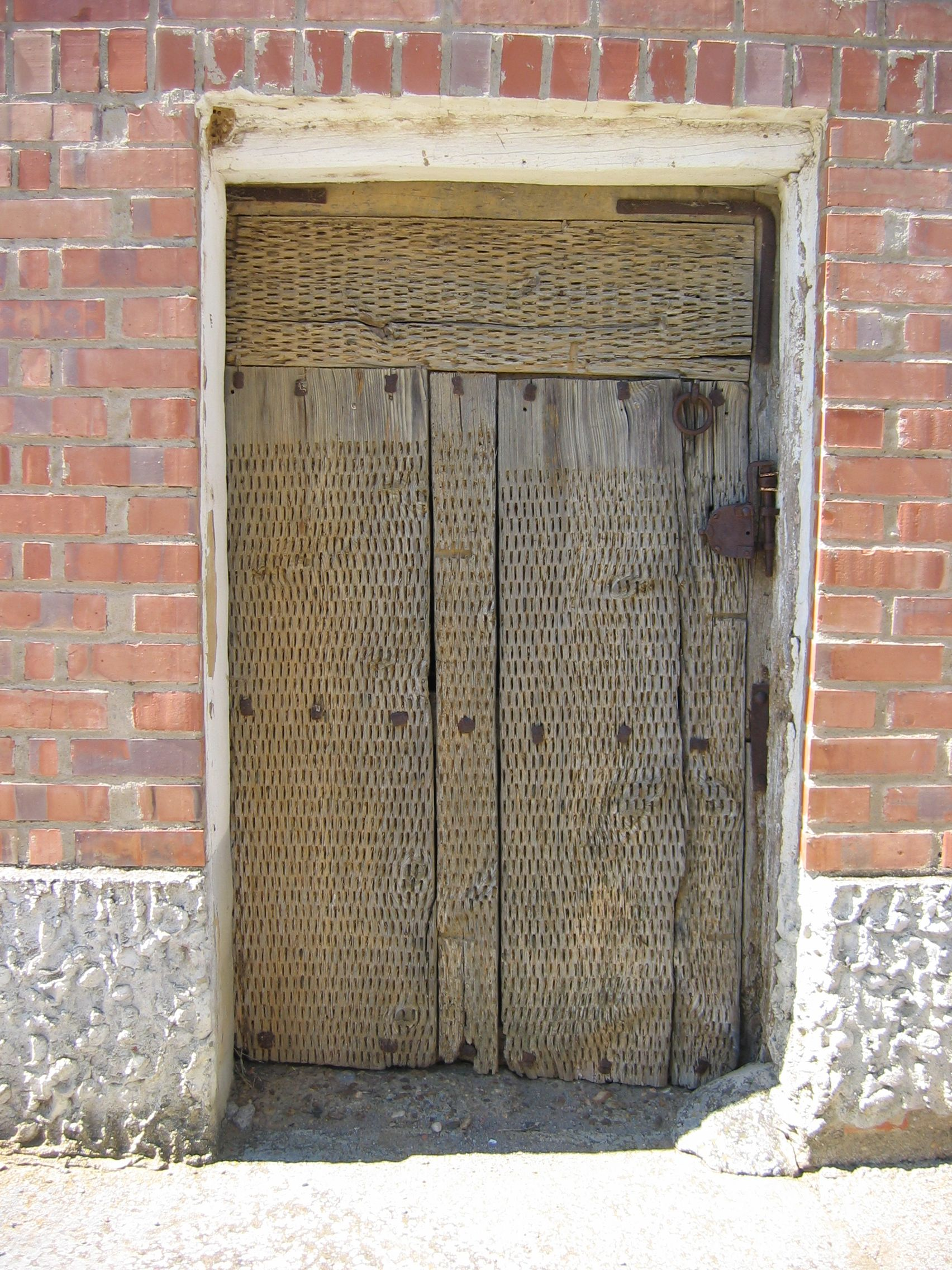
Típica puerta de Bodega hecha con un trillo reutilizado.

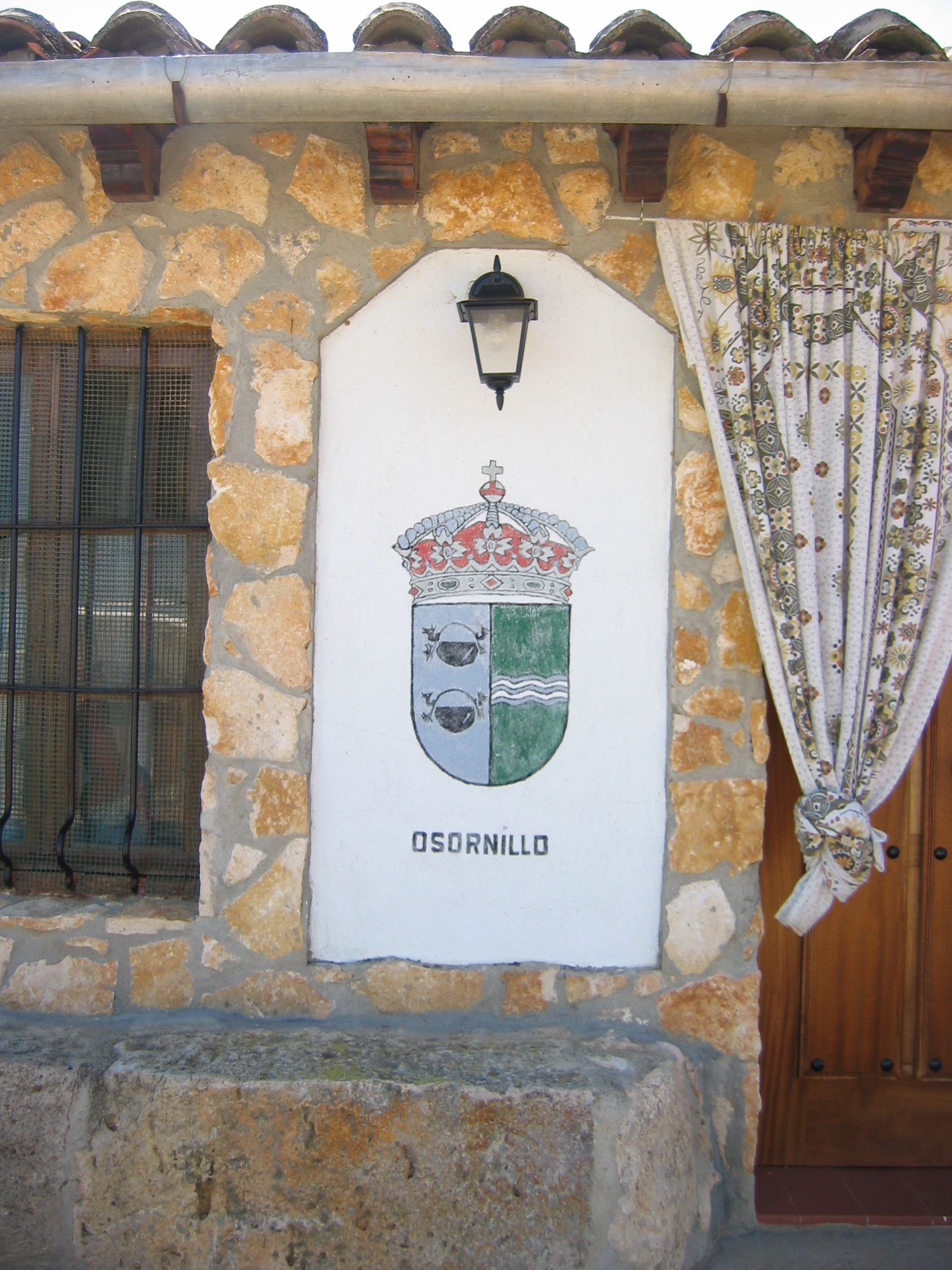
Puerta de bodega con escudo de armas municipales de Osornillo.

Osornillo es un municipio y localidad española de la provincia de Palencia (Castilla y León).

## Geografía humana

### Demografía
Cuenta con una población de 59 habitantes (INE 2024).
| Gráfica de evolución demográfica de Osornillo entre 1842 y 2021                                                       |
| |
| Población de derecho según los censos de población del INE. Población de hecho según los censos de población del INE. |

| 1900 | 1910 | 1920 | 1930 | 1940 | 1950 | 1960 | 1970 | 1981 | 1991 |
| 340  | 333  | 288  | 312  | 283  | 289  | 263  | 199  | 145  | 89   |

## Patrimonio
- Iglesia de San Cristóbal

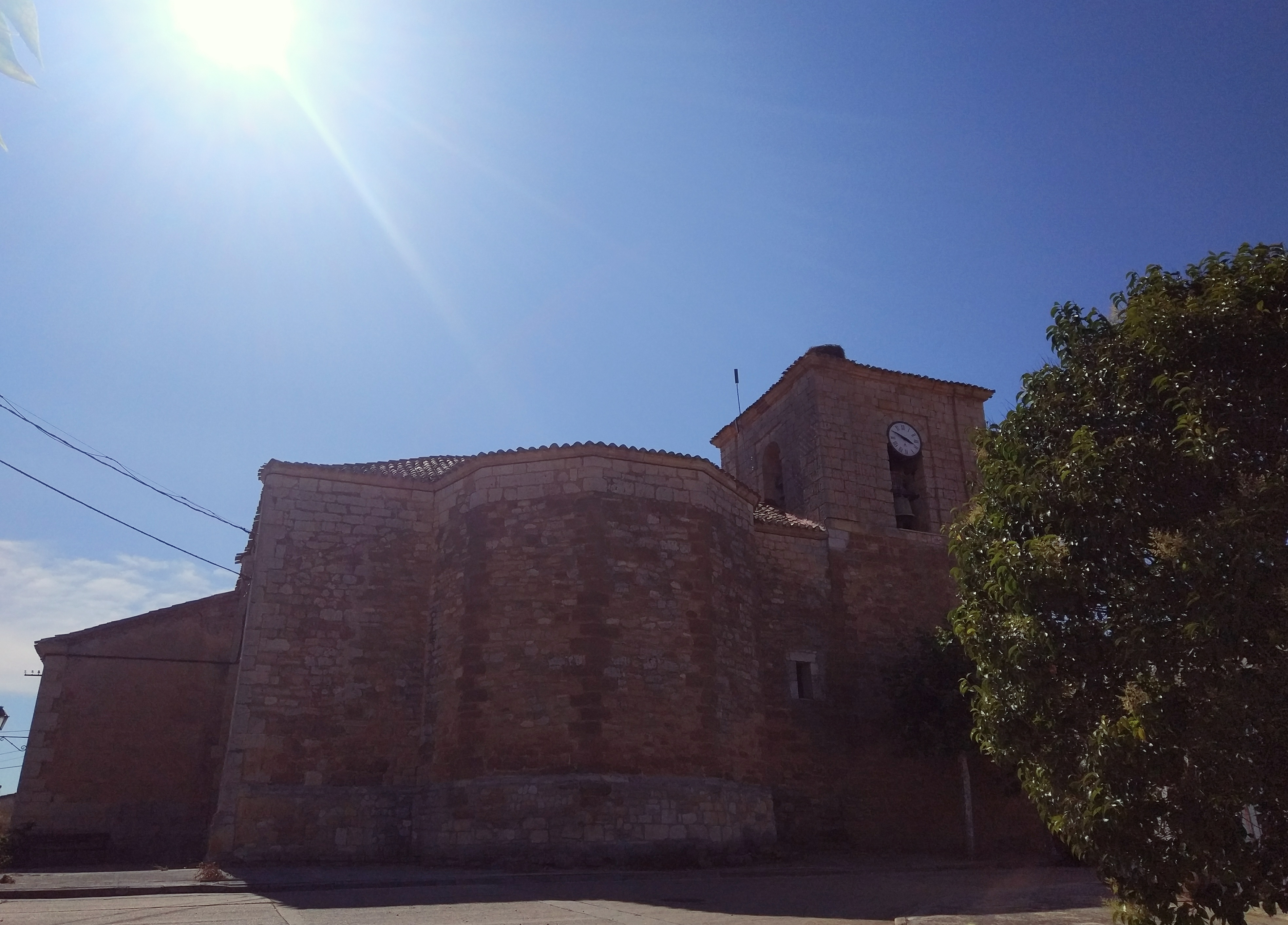

Con una planta repartida en tres naves separadas por pilares, que sustentan bóvedas de aristas y de crucería gótica. Retablo mayor y pila bautismal románica de tamaño medio (diámetro 110 cm; altura 85 cm), situada junto al altar de la nave del Evangelio. Ha sido trasladada desde el sotocoro. Es también pila de arcaduras (nueve arcos). En cuatro de ellos escenas bastante difíciles de descifrar dado el estado de los relieves. Se distinguen bien una figura masculina que lleva sus manos cruzadas al pecho y otra que porta un libro. Otras dos figuras prácticamente están perdidas. Garbiñe Bilbao presume que puede ser una escena de bautismo como la que existe también en la pila de Itero Seco. 
Los 4 evangelistas del escultor Felipe Bigarny han formado parte de la edición de Las edades del Hombre en 2018.
- Ermita de nuestra Señora de los Barrios:Un edificio de construcción sencilla situado a unos 800mts de la localidad.

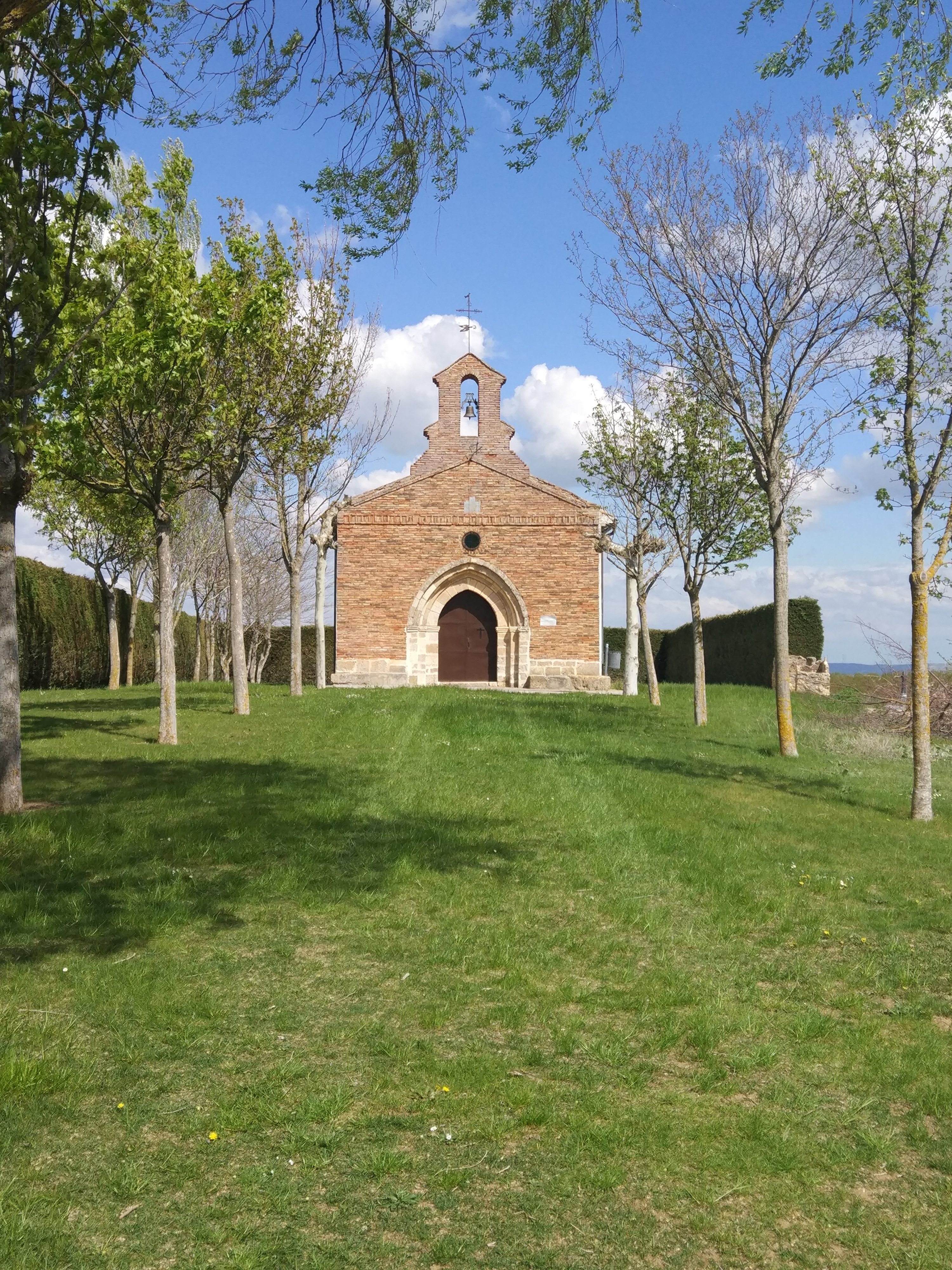
Ermita

- Puente del rey: Puente sobre el Río Pisuerga.
- Bodegas tradicionales:
- Polideportivo semi-cubierto:

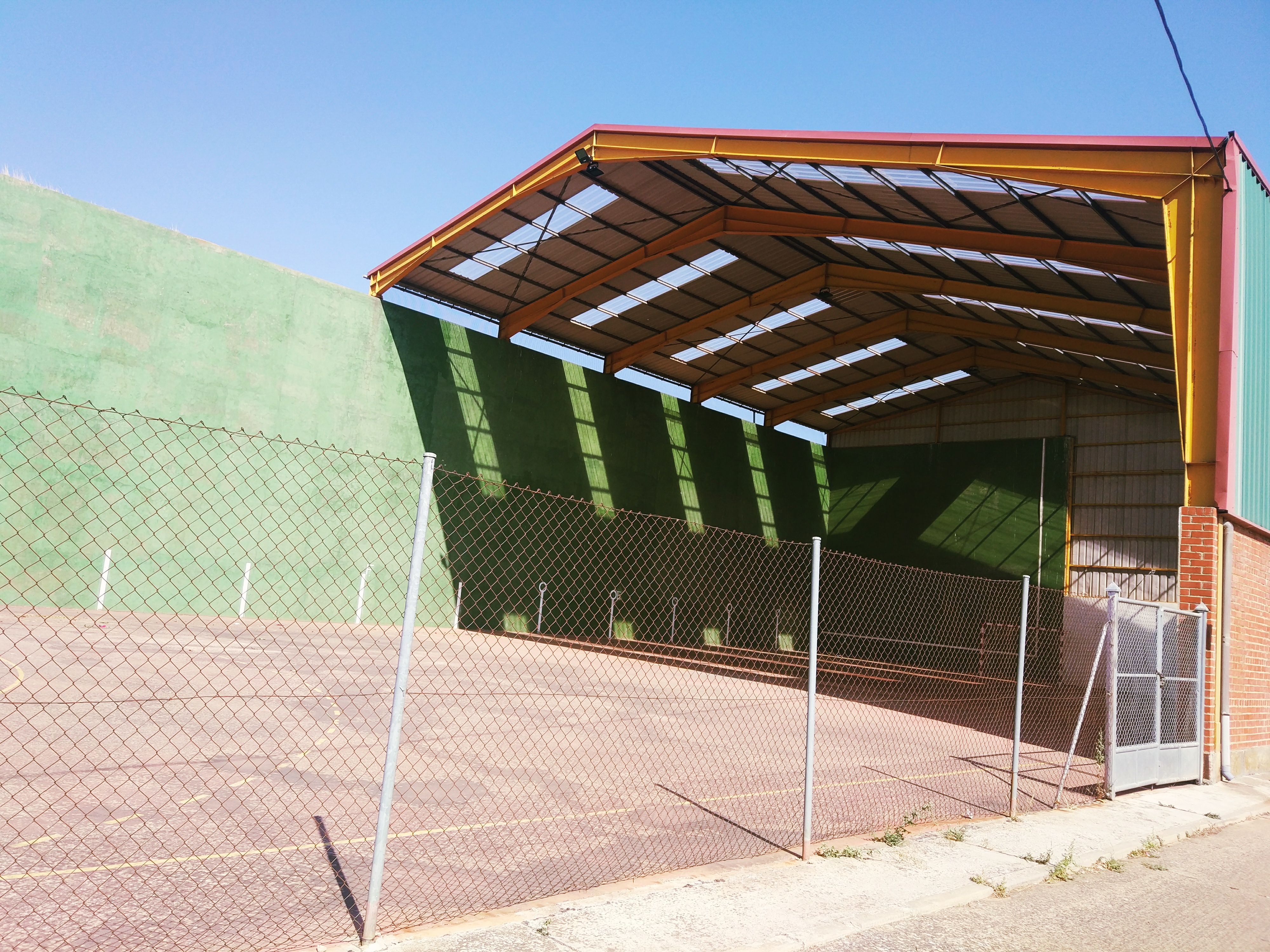
Polideportivo

Con pocos años y un buen mantenimiento, es lugar idóneo para la práctica de Baloncesto, fútbol-sala, Frontenis, etc. También se utiliza como localización para la verbena durante las fiestas patronales.
- Pista de pádel: Pista de cristal, descubierta,inaugurada en octubre de 2017.

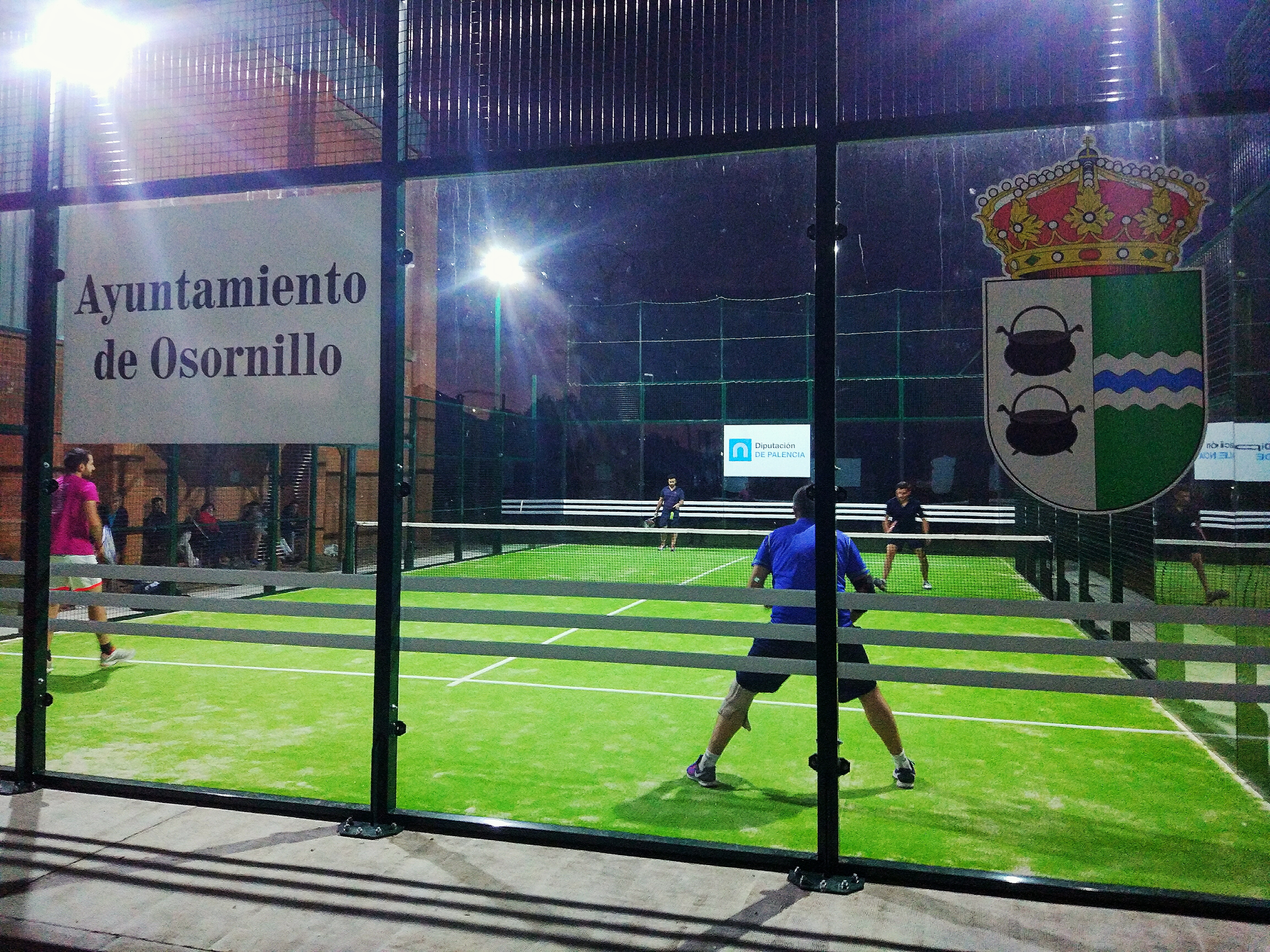
Pista de pádel de

- Tele-club: Lugar de reunión tanto de personas del pueblo como de forasteros.

## Cultura

### Fiestas
- Día de la patrona, la Virgen de Nuestra Señora de los Barrios, 8 de septiembre. Se celebran el fin de semana más cercano a ese día. con 3 días de duración, 3 verbenas, diversas actividades para que participe todo el pueblo. El domingo normalmente hay una parrillada para todos.
- Día del Emigrante: gran paellada para quien tenga a bien degustar. En la Ermita de Ntra. Sra. de los Barrios, ambiente festivo en el que colabora todo el pueblo y quien no es de él. Último fin de semana de agosto.

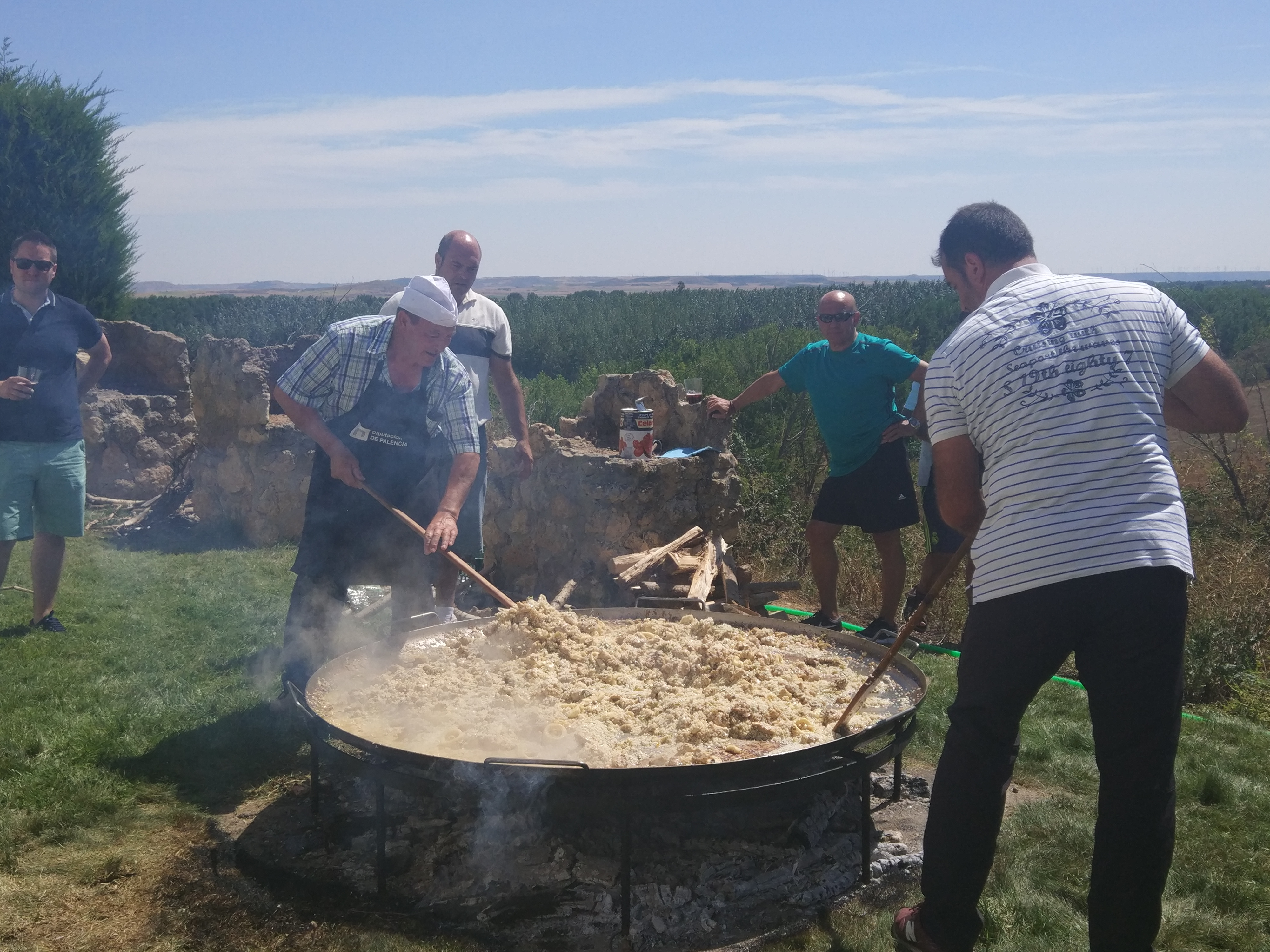
Día del Emigrante